# Luan Da
Luan Da ( murió 112 a. C. ) fue una figura religiosa durante la dinastía Han temprana del estado de Yue. Profesó conocer el secreto de la inmortalidad y poder comunicarse con los seres espirituales. Con el don de gab y experto en trucos de confianza, Luan Da se ganó el favor del emperador Wu de Han, también conocido como Han Wudi. En pocos meses, pasó de ser un plebeyo a tener una gran influencia, con títulos y tierras, y casándose con una de las hijas del emperador. Sin embargo, no pudo cumplir su promesa al Emperador Wu, al no producir un elixir para la inmortalidad. Poco a poco perdió el favor del emperador y realizó una supuesta visita a los inmortales. Finalmente fue capturado y ejecutado. En la cúspide de su carrera, muchos de sus compañeros místicos lo mantuvieron como su modelo a seguir y trataron de emularlo. Su muerte fue un signo de la caída del los médiums. Se aprobaron leyes para restringir la práctica de la mediumnidad, incluso penalizando a quienes emparentaran con sus practicantes. 

## Antecedentes

### Trasfondo cultural
A principios de la China imperial (las dinastías Qin y Han), la religión se centraba en los reinos shen (espíritus) y yin (sombras). Estos reinos se consideraban sagrados, y las figuras religiosas intentaban contactar a sus habitantes a través de elaboradas ceremonias en las que las percepciones del practicante y la audiencia se veían borrosas por el uso de humo, incienso y música. También se emplearon otras prácticas para manipular aún más los sentidos del practicante. Por ejemplo, un sumo sacerdote ayunaría y meditaría antes de realizar un sacrificio. Se pensó que la privación de comida lo hacía más susceptible a percibir shen, yin y otros fenómenos dentro del humo durante el ritual. Durante la dinastía Han, los supuestos médiums caerían en trances o realizarían bailes rituales para lograr hazañas sobrenaturales. Algunos de estos eventos fueron documentados en el Shi jing ( Canon de Odas ), escrito en la dinastía Zhou.

### Han Wudi
El emperador Han Wudi era un hombre supersticioso y creía que podía alcanzar la buena salud y la inmortalidad por medios espirituales. Uno de estos métodos consistía en recoger el rocío de la mañana en una bandeja y mezclar jade triturado con él para formar un "rocío espiritual". El emperador bebía habitualmente este "rocío espiritual" y solo se detenía después de caer gravemente enfermo.
El emperador empleó a varios hombres que afirmaban ser capaces de producir elixires de inmortalidad o que podían comunicarse con seres espirituales. Shaoweng, el místico de la corte que precedió a Luan Da y había estudiado con el mismo maestro, realizó un ritual que fue expuesto como un fraude. Avergonzado de haber sido engañado, el emperador ordenó la ejecución de Shaoweng y guardó silencio sobre el asunto. Supuestamente, Shaoweng murió por consumir hígado de caballo, que se pensaba que era venenoso en ese momento. Más tarde, el emperador Wu reconsideró el fraude de Shaoweng, preguntándose si quizás algunas de sus artes místicas habían sido genuinas. El emperador se dio cuenta de que su oportunidad de inmortalidad podría haber pasado con la ejecución de Shaoweng, y comenzó a buscar un nuevo místico.

## Carrera

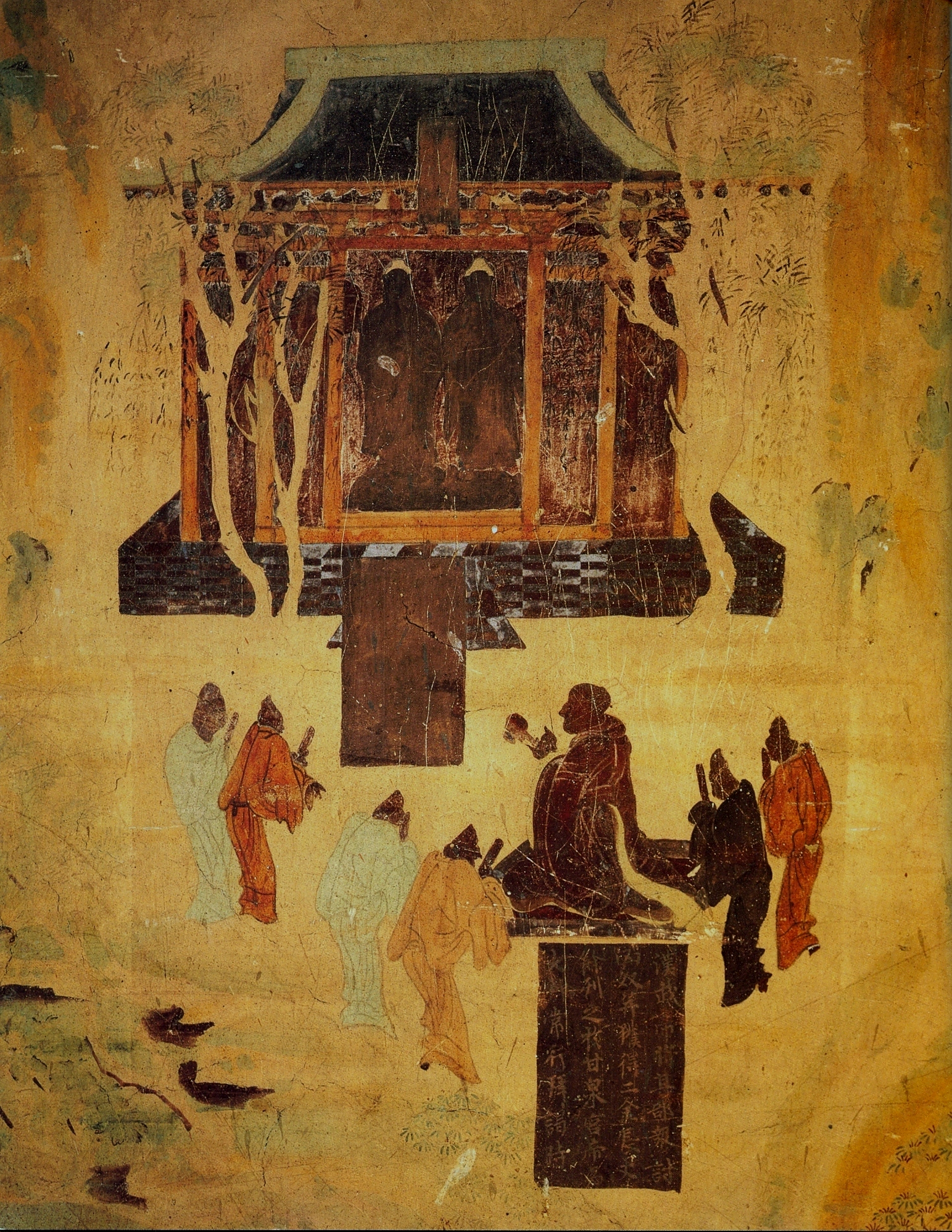
Han Wudi, mejor conocido como el emperador Wu de Han, adorando a Buda

### Comienzos
No se sabe mucho sobre los primeros años de vida de Luan Da, solo que nació en Yue y era el hijo mayor de su familia. Los registros ni siquiera revelan su nombre completo; el Da (大; grande) simplemente significaba su antigüedad sobre sus hermanos. Era convencional en ese momento omitir apellidos para figuras menores en los anales de la historia china, y por lo tanto esto no es inusual.

### Ascenso al poder
El estado de Yue era famoso por sus médiums, y Luan Da fue un buen ejemplo. El Shih ji (Registros del Gran Historiador) lo describió como "un orador alto y brillante", que era "fértil en técnicas" y un maestro de las artes esotéricas, como el juego de sombras. Originalmente fue un místico en la corte del hermano del emperador, Liu Ji, el Príncipe de Jiao Dong. La esposa de Liu Ji había mencionado a Luan Da a su hermano, el marqués de Lecheng, Dingyi. Tratando de mejorar su posición con el emperador Wu, Dingyi le informó al emperador del compañero discípulo mucho más capaz de Shaoweng, Luan Da, en el 113 a. C.
Tras su reunión, el emperador Wu preguntó sobre Luan Da y los poderes de su maestro. En respuesta, Luan Da se jactó de haber conocido a inmortales. También afirmó que con suficiente conocimiento y habilidad, uno podría crear oro, fabricar un medio para lograr la inmortalidad, represar el río Amarillo y convertirse en un inmortal. Después Luan Da expresó su preocupación por cómo Shaoweng había sido asesinado, pero el emperador emocionado le aseguró que los rumores de la ejecución de Shaoweng eran falsos. El emperador, en su entusiasmo, le ofreció a Luan Da cualquier cosa si tomaba el lugar de Shaoweng y descubría el secreto de la inmortalidad de su maestro supuestamente inmortal. A esto, Luan Da respondió: 
- "Los amos de su siervos no buscan nada de los hombres, son los hombres quienes los buscan. Si Su Majestad está decidida a invitarlos aquí, entonces ennoblezca a sus enviados, conviértalos en parientes imperiales, trátel con cortesía a los invitados y no los humille. Deje que sus enviados cuelguen sus sellos de oficina de sus fajas, y luego puede enviarlos a conversar con seres espirituales. Si los seres espirituales accederán o no todavía es incierto, pero si otorgan altos honores a sus enviados, entonces pueden ser inducidos a venir ".[11]

Recordando su experiencia con Shaoweng, el emperador se volvió cauteloso y probó a Luan Da; le pidió al místico que mostrara su poder. Luan Da dejó un tablero de ajedrez y, mientras cantaba, hizo que las piezas de ajedrez se cambiaran entre sí. El emperador se aseguró de que Luan Da realmente tenía poder. El truco se logró al recubrir las piezas con una mezcla de sangre de gallo, virutas de hierro y "polvo magnético". En Science and Civilization in China (1986), Joseph Needham discute los detalles de esta hazaña y propone que probablemente se usó piedra imán: la magnetita en polvo no habría sido muy efectiva.
En ese momento, el río Amarillo se estaba inundando, causando una devastación generalizada a la gente y las cosechas de arroz. Como Luan Da había afirmado que podía represar el río, el emperador Wu sintió que sería prudente alentar al místico a asumir la tarea complaciéndolo rápidamente. El emperador le otorgó a Luan Da el título de General de las cinco bendiciones, y casi como una ocurrencia tardía, otros tres títulos similares: General de los Practicantes Celestiales, General de los Practicantes de la Tierra y Gran Comunicador. El emperador Wu también prodigaba regalos para con él; se le otorgó el marquesado de Letong, dándole unas 2.000 familias para gobernar, y el emperador también le dio una lujosa mansión, mil sirvientes, transporte opulento, muchas decoraciones, un sello con la etiqueta "General del Muro celestial", e incluso la mano en matrimonio de la princesa Wei Zifu, la hija mayor del emperador, acompañada de una dote estimada en 10.000 jins de oro. El propio emperador, junto con enviados, miembros de la familia real y funcionarios de alto rango a menudo invitaban a Luan Da a cenar o le pagaban visitas a domicilio simplemente para preguntar cómo estaba. Con su marquesado y sus cinco generalatos, Luan Da se había convertido en un hombre de gran prestigio solo unos meses después de su presentación al emperador. Ya no era solo el servidor del emperador Wu, sino un enviado de los seres inmortales con un estatus igual al emperador.  
En posesión de estos honores recién otorgados, Luan Da pasó todas las noches en casa, intentando convocar espíritus. Según el Shih ji, no aparecieron espíritus, sino solo "una multitud de fantasmas que se reunieron". A estos, según el texto, les pudo ordenar. El autor de ji Shih, Sima Qian, desdeñaba a Luan Da, señalando que 'Todo el mundo en la costa de Yan y Qi comenzó a mover las manos, declarando que poseían las artes secretas y podrían invocar los espíritus y los inmortales.'   De hecho, el crecimiento dramático de Luan Da en reputación y estatura se convirtió en un gran tema de discusión en la capital Han de Chang'an, y los místicos estaban ansiosos por imitar su éxito.

### Caída del poder y muerte
Para el verano después de su elevación, Luan Da había olvidado la solicitud del emperador de tener una audiencia con los inmortales. El emperador Wu, ansioso por alcanzar la inmortalidad, envió un enviado para recordarle a su místico de la corte su tarea. Luan Da intentó retrasarse, pero finalmente se dio cuenta de que tenía que apaciguar al emperador y disipar sus sospechas. El místico decidió emprender un viaje para encontrarse con los inmortales. Con un grupo de seguidores, viajó a Shandong. Sin embargo, el emperador Wu ya sospechaba y envió un espía para seguir a Luan Da.
El espía siguió al místico de la corte hasta el Monte Tai, donde realizó un ritual con sus seguidores, aunque nadie vio a ningún inmortal. Luan Da ordenó a sus seguidores que se quedaran mientras él se adelantaba para encontrarse con los inmortales, diciéndoles que los seres espirituales no descenderían para encontrarse con sirvientes humildes. El espía siguió a Luan Da cuando salió solo, pero solo vio al místico caminar por la playa. Luan Da regresó a su grupo e informó que había visto a su maestro inmortal y que iban a informar al emperador. Enfurecido por el engaño de Luan Da, el espía regresó corriendo a la capital antes del místico para informar al Emperador Wu. El emperador, enfurecido por los trucos de confianza de Luan Da, decidió seguir el juego cuando el místico regresó para ver qué mentiras le diría.
Cuando Luan Da regresó, le contó al emperador su reunión falsificada con los inmortales; sin embargo, sintió que el emperador no le creía. En poco tiempo, el emperador estalló de rabia, ordenando a Luan Da que contara lo que realmente había hecho. Atónito, Luan Da intentó continuar sus mentiras; sin embargo, el emperador llamó al espía para que saliera y expusiera las mentiras. Perdido por esas palabras, Luan Da fue arrestado por orden del Emperador Wu, y ejecutado al ser su cuerpo cortado en dos en la cintura. El emperador extendió su furia al marqués de Lecheng por presentar a Luan Da, y lo decapitó.  
Más tarde en la dinastía Han, místicos como Luan perdieron gradualmente su influencia a medida que los gobernantes aprobaron muchas leyes contra ellos. A los médiums no se les permitía intercambiar sus artesanías a lo largo de las carreteras, y algunos incluso tenían prohibido ganarse la vida en tal oficio. A los emparentados con chamanes ni siquiera se les permitía ocupar cargos públicos, aunque esta ley a menudo se pasaba por alto. La caída de Luan Da marcó el principio del fin para estos místicos. 